# دیویدسن (کارولینای شمالی)
دیویدسن (به انگلیسی: Davidson) شهری در ایالت کارولینای شمالی کشور ایالات متحده آمریکا است که جمعیت آن در سرشماری سال ۲۰۱۰ میلادی، ۱۰٬۹۴۴ نفر بوده‌است.